# Черник, Арношт
А́рношт Че́рник, немецкий вариант — Эрнст Черник (в.-луж. Arnošt Černik, нем. Ernst Tschernik, 12 июня 1910 года, Слепо, Лужица, Германия — 27 февраля 1988 года, Берлин) — лужицкий педагог, общественный деятель и учёный-демограф.

## Биография
Родился 12 июня 1910 года в серболужицкой деревне Слепо в семье лужицкого народного музыканта Кито Черника и Ганы, урождённой Ганчоц. Окончил народную школу в Слепо. С 1925 года по 1930 год обучался у польского этнографа Альфонса Парчевского, который в это время проживал в Слепо. Затем обучался в педагогическом училище в Остшежуве около Бреслау. Получив педагогическое образование, преподавал до 1934 года в польских двуязычных школах. 
Возвратившись в 1934 году в Германию, некоторое время обучался в Берлине, затем — в Кёнигсберге, где изучал юриспруденцию и статистику. Закончил обучение в 1940 году, получив диплом экономиста сельскохозяйственного предприятия. После Второй мировой войны был начальником хозяйственного отдела серболужицкой культурно-просветительской организации «Домовина». Защитил диссертацию в Познани по статистике и экономической географии. В мае 1947 года совместно с польским профессором археологии антропологом Войцехом Кочкой занимался изучением негативного влияния немецкоязычных беженцев с бывшего востока Третьего рейха на лужицкие языки и культуру серболужицкого народа. 
В 1947 году передал польскому премьеру Владиславу Гомулке меморандум «Домовины» с ходатайством об учреждении в окрестностях реки Ныса-Лужицкая на территории Польской Народной Республики национальной серболужицкой автономии. В сентябре 1948 года возвратился в Лужицу вместе с Паволом Цыжем и Антоном Навкой.
В 1950 году занимался изучением сельского хозяйства и демографической ситуации в Лужице. В 1950—1951 года преподавал в новообразованной Серболужицкой высшей школе в Будишине. В 1954—1955 годах был одним из основателей Института серболужицкого народонаселения (сегодня — Серболужицкий институт); заведовал его демографическо-статистическим отделом до 1958 года. 
Демографические и статистические исследования Арношта Черника были изданы в 1954 году отдельной книгой «Die Entwicklung der sorbischen Bevölkerung». Согласно его исследованиям в Лужице проживало около 81 тысяч лужицких сербов. В 1959 году переехал в Берлин.
Умер в 1988 году в Берлине.

## Сочинения
- Ernst Tschernik: Die Entwicklung der sorbischen Bevölkerung. Akademie-Verlag, Berlin 1954.
- Ludwig Elle: Sprachenpolitik in der Lausitz. Domowina-Verlag, Bautzen 1995. [автор предисловия]